# Torneo Clausura LNF 2024
El Torneo Clausura 2024 de la 'Liga Nacional Femenina' es la decimocuarta edición del torneo de Baloncesto Femenino Chileno. El Campeonato inició el 11 de octubre de 2024 y finalizó el 14 de diciembre.
Esta nueva edición del torneo, a diferencia el apertura, se jugará con 10 equipos, destacándose la ausencia de dos elencos que disputaron el torneo apertura.
Sportiva Italiana revalidó su corona, consagrándose por séptima vez en su historia, logrando su sexto título de forma consecutiva.

## Sistema de Campeonato

### Fase Zonal
Los 10 elencos participantes fueron divididos en 2 grupos según ubicación geográfica, jugando en la modalidad de todos contra todos en dos ruedas. Los equipos que finalicen en los 2 primeros puestos de cada grupo clasifican a play-offs. 

### Play-offs
Los 4 equipos jugarán los play-off en una etapa que se definiría en series/cruces al mejor de tres enfrentamientos. Se jugaría en la condición local, visita y local en caso de ser necesario.

### Final
Los ganadores de cada serie accederán a la final.

## Relevos
|     | \| Pos \| Retirado \| \| --- \| -------------------- \| \| R.° \| Universidad de Chile \| \| R.° \| UCSC \| |
| Pos | Retirado |
| R.° | Universidad de Chile                                                                                        |
| R.° | UCSC |

| Pos | Retirado             |
| --- | -------------------- |
| R.° | Universidad de Chile |
| R.° | UCSC                 |

## Equipos participantes

### Información
|  |

| Equipo                      | Región                            | Comuna o ciudad |
| --------------------------- | --------------------------------- | --------------- |
| Gimnástico Viña del mar     | Valparaíso                        | Viña del Mar    |
| Colegio Los Leones          | Valparaíso                        | Quilpué         |
| Sportiva Italiana           | Valparaíso                        | Valparaíso      |
| Sergio Ceppi                | Metropolitana                     | Cisterna        |
| Municipal Puente Alto       | Metropolitana                     | Puente Alto     |
| Universidad de Concepción   | Biobío                            | Concepción      |
| Universidad de la Frontera  | Araucanía                         | Temuco          |
| CD Escuela Alemana Paillaco | Los Ríos                          | Paillaco        |
| CEB Puerto Montt            | Los Lagos                         | Puerto Montt    |
| Español de Punta Arenas     | Magallanes y la Antártica Chilena | Punta Arenas    |

| Municipal Puente Alto Sergio Ceppi \| Sportiva Italiana Colegio Los Leones Gimnástico de Viña del Mar \| |
| Sportiva Italiana Colegio Los Leones Gimnástico de Viña del Mar                                          |

| Sportiva Italiana Colegio Los Leones Gimnástico de Viña del Mar |

### Grupo Centro
| Equipo                     | Ciudad                 | Entrenador       | Gimnasio                    | Capacidad | Marca       |
| -------------------------- | ---------------------- | ---------------- | --------------------------- | --------- | ----------- |
| Sportiva Italiana          | Valparaiso             | Bandera de Chile | Fortín Prat                 | 3.000     |             |
| Colegio Los Leones         | Quilpué                |                  | Gimnasio Colegio Los Leones | 800       | Zeussportzs |
| Gimnástica de Viña del Mar | Viña del Mar           |                  | Fortín Prat                 | 3.000     |             |
| Sergio Ceppi               | Santiago (La Cisterna) |                  | Gimnasio Sergio Ceppi       |           | Real Sport  |
| Municipal Puente Alto      | Santiago (Puente Alto) |                  | Municipal Irene Velásquez   | 3.000     |             |

### Grupo Sur
| Equipo                     | Ciudad       | Entrenador       | Gimnasio               | Capacidad | Marca |
| -------------------------- | ------------ | ---------------- | ---------------------- | --------- | ----- |
| Universidad de Concepción  | Concepción   | Bandera de Chile | Casa del Deporte       |           |       |
| Universidad de la Frontera | Temuco       |                  | Gimnasio Olímpico UFRO |           |       |
| Escuela Alemana Paillaco   | Paillaco     |                  |                        |           |       |
| CEB Puerto Montt           | Puerto Montt |                  | Gimnasio Municipal     |           |       |
| Español de Punta Arenas    | Punta Arenas |                  |                        |           |       |

## Tabla de posiciones

### Grupo Centro[4]
| Pos | Equipo                     | PTOS | PJ | PG | PP | AF  | EC  | DIF  |
| --- | -------------------------- | ---- | -- | -- | -- | --- | --- | ---- |
| 1.  | Colegio Los Leones         | 15   | 8  | 7  | 1  | 607 | 394 | 213  |
| 2.  | Sportiva Italiana          | 15   | 8  | 7  | 1  | 585 | 445 | 140  |
| 3.  | Sergio Ceppi               | 11   | 8  | 3  | 5  | 469 | 512 | -43  |
| 4.  | Gimnástico de Viña del Mar | 10   | 8  | 2  | 6  | 398 | 574 | -176 |
| 5.  | Municipal Puente Alto      | 9    | 8  | 1  | 7  | 409 | 543 | -134 |

### Grupo Sur[5]
| Pos | Equipo                     | PTOS | PJ | PG | PP | AF  | EC  | DIF  |
| --- | -------------------------- | ---- | -- | -- | -- | --- | --- | ---- |
| 1.  | Escuela Paillaco           | 15   | 8  | 7  | 1  | 751 | 538 | 213  |
| 2.  | Universidad de Concepción  | 15   | 8  | 7  | 1  | 610 | 480 | 130  |
| 3.  | Universidad de la Frontera | 12   | 8  | 4  | 4  | 586 | 541 | 45   |
| 4.  | Español de Punta Arenas    | 10   | 8  | 2  | 6  | 430 | 545 | -115 |
| 5.  | CEB Puerto Montt           | 8    | 8  | 0  | 8  | 284 | 557 | -273 |

|  | Clasificados a la siguiente fase del torneo. |

## Fixture

### Grupo Centro[6]
| Gimnástico         | 54-65 | Municipal Puente Alto | Arena Arlegui      | 12 de octubre | 20:00 |
| Sergio Ceppi       | 70-75 | Sportiva Italiana     | Sergio Ceppi       | 12 de octubre | 20:00 |
| Sportiva Italiana  | 64-58 | Gimnástico            | Fortín Prat        | 13 de octubre | 19:00 |
| Colegio Los Leones | 73-48 | Sergio Ceppi          | Colegio Los Leones | 13 de octubre | 19:00 |

| Gimnástico | 37-78 | Colegio Los Leones | Arena Arlegui | 26 de octubre | 20:00 |

| Sergio Ceppi       | 78-54 | Gimnástico            | Sergio Ceppi       | 2 de noviembre | 17:00 |
| Colegio Los Leones | 93-54 | Municipal Puente Alto | Colegio Los Leones | 3 de noviembre | 19:00 |

| Sergio Ceppi          | 60-53 | Municipal Puente Alto | Sergio Ceppi              | 9 de noviembre  | 20:30 |
| Municipal Puente Alto | 51-66 | Gimnástico            | Municipal Irene Velásquez | 10 de noviembre | 19:30 |

| Sergio Ceppi          | 52-80 | Colegio Los Leones | Sergio Ceppi              | 16 de noviembre | 20:00 |
| Gimnástico            | 32-91 | Sportiva Italiana  | Arena Arlegui             | 16 de noviembre | 21:00 |
| Municipal Puente Alto | 45-83 | Sportiva Italiana  | Municipal Irene Velásquez | 19 de noviembre | 20:00 |

| Colegio Los Leones | 49-55 | Sportiva Italiana     | Colegio Los Leones | 22 de noviembre | 20:30 |
| Sportiva Italiana  | 78-51 | Sergio Ceppi          | Fortín Prat        | 23 de noviembre | 20:00 |
| Colegio Los Leones | 91-40 | Gimnástico            | Colegio Los Leones | 24 de noviembre | 19:00 |
| Sportiva Italiana  | 72-58 | Municipal Puente Alto | Fortín Prat        | 24 de noviembre | 20:00 |

| Sportiva Italiana     | 67-82 | Colegio Los Leones | Fortín Prat               | 29 de noviembre | 20:00 |
| Gimnástico            | 57-56 | Sergio Ceppi       | Arena Arlegui             | 30 de noviembre | 20:00 |
| Municipal Puente Alto | 41-61 | Colegio Los Leones | Municipal Irene Velásquez | 30 de noviembre | 20:00 |
| Municipal Puente Alto | 42-54 | Sergio Ceppi       | Municipal Irene Velásquez | 3 de diciembre  | 20:00 |

### Grupo Sur[7]
| Español Punta Arenas    | 47-58 | UFRO             | Municipal Purranque  | 11 de octubre | 21:00 |
| CEB Puerto Montt        | 43-90 | UdeC             | Municipal Pto. Montt | 12 de octubre | 18:00 |
| Español Punta Arenas    | 52-68 | Escuela Paillaco | Municipal Purranque  | 12 de octubre | 21:00 |
| UFRO                    | 71-26 | CEB Puerto Montt | Olímpico UFRO        | 13 de octubre | 19:00 |
| Español de Punta Arenas | 60-76 | UdeC             | Municipal Purranque  | 13 de octubre | 19:00 |

| Escuela Paillaco | 101-73 | UdeC | Municipal Paillaco | 26 de octubre | 19:30 |

| UFRO             | 76-85  | Escuela Paillaco | Olímpico UFRO      | 2 de noviembre | 17:00 |
| Escuela Paillaco | 112-53 | CEB Puerto Montt | Municipal Paillaco | 3 de noviembre | 17:30 |

| UdeC             | 102-74 | UFRO                    | Casa del Deporte       | 8 de noviembre  | 19:00 |
| CEB Puerto Montt | 39-51  | Español de Punta Arenas | Municipal Puerto Montt | 8 de noviembre  | 21:00 |
| Escuela Paillaco | 110-63 | Español de Punta Arenas | Municipal Paillaco     | 9 de noviembre  | 19:00 |
| UdeC             | 20-0   | CEB Puerto Montt        | Casa del Deporte       | 10 de noviembre | 16:00 |

| CEB Puerto Montt | 43-60 | UFRO             | Municipal Puerto Montt | 15 de noviembre | 20:00 |
| UFRO             | 77-84 | UdeC             | Olímpico UFRO          | 17 de noviembre | 15:00 |
| CEB Puerto Montt | 40-99 | Escuela Paillaco | Municipal Puerto Montt | 17 de noviembre | 19:00 |

| UdeC | 88-77 | Escuela Paillaco | Casa del Deporte | 24 de noviembre | 15:00 |

| Español de Punta Arenas | 54-40 | CEB Puerto Montt        | Municipal Purranque | 29 de noviembre | 20:30 |
| UdeC                    | 77-48 | Español de Punta Arenas | Casa del Deporte    | 30 de noviembre | 19:00 |
| Escuela Paillaco        | 99-93 | UFRO                    | Municipal Paillaco  | 30 de noviembre | 20:00 |
| UFRO                    | 77-55 | Español de Punta Arenas | Olímpico UFRO       | 1 de diciembre  | 15:00 |

## Play-Offs
|  | Semifinales | Semifinales               | Semifinales | Semifinales       |    |    | Final              | Final | Final | Final |  |
|  |             |                           |             |                   |    |    |                    |       |       |       |  |
|  |             |                           |             |                   |    |    |                    |       |       |       |  |
|  | 1A          | Colegio Los Leones        | 91          | 97                |    |    |                    |       |       |       |  |
|  | 1A          | Colegio Los Leones        | 91          | 97                |    |    |                    |       |       |       |  |
|  | 2B          | Universidad de Concepción | 65          | 86                |    |    |                    |       |       |       |  |
|  | 2B          | Universidad de Concepción | 65          | 86                |    | 1A | Colegio Los Leones | 73    | 61    |       |  |
|  |             |                           |             |                   |    | 1A | Colegio Los Leones | 73    | 61    |       |  |
|  |             |                           | 2A          | Sportiva Italiana | 75 | 72 |                    |       |       |       |  |
|  | 1B          | Escuela Alemana Paillaco  | 2A          | Sportiva Italiana | 75 | 72 | 67                 | 74    |       |       |  |
|  | 1B          | Escuela Alemana Paillaco  |             |                   |    |    | 67                 | 74    |       |       |  |
|  | 2A          | Sportiva Italiana         | 73          | 78                |    |    |                    |       |       |       |  |
|  | 2A          | Sportiva Italiana         | 73          | 78                |    |    |                    |       |       |       |  |
|  |             |                           |             |                   |    |    |                    |       |       |       |  |

### Semifinales

#### 1AColegio Los Leonesvs2BUniversidad de Concepción
| 4 de diciembre de 2024 Partido 1        | Colegio Los Leones                                              | 91–65 (Series: 1-0)                   | Universidad de Concepción                                        | Concepción                                                           |  |  |
| 20:30                                   | Parciales: 25-16, 23-15, 23-16, 20-18                           | Parciales: 25-16, 23-15, 23-16, 20-18 | Parciales: 25-16, 23-15, 23-16, 20-18                            |                                                                      |  |  |
|                                         | Estadísticas J. Campos 22 D. Wallen 11 J. Campos 9 D. Wallen 28 | Reporte Pts Reb Asts Val              | Estadísticas 17 B. Cousiño 7 V. Vega 4 C. Valenzuela 14 S. Tears | Pabellón: Casa del Deporte Árbitros: S. Romero Á. Garrido Á. Morales |  |  |
| Colegio Los Leones lidera la serie, 1-0 |                                                                 |                                       |                                                                  |                                                                      |  |  |
|                                         |                                                                 |                                       |                                                                  |                                                                      |  |  |

| 6 de diciembre de 2024 Partido 2      | Universidad de Concepción                                         | 86–97 (Series: 0-2)                   | Colegio Los Leones                                              | Concepción                                                               |  |  |
| 18:00                                 | Parciales: 28-23, 24-27, 16-21, 18-26                             | Parciales: 28-23, 24-27, 16-21, 18-26 | Parciales: 28-23, 24-27, 16-21, 18-26                           |                                                                          |  |  |
|                                       | Estadísticas B. Cousiño 34 A. Jackson 15 V. Vega 10 B. Cousiño 32 | Reporte Pts Reb Asts Val              | Estadísticas 25 J. Campos 15 D. Wallen 9 D. Wallen 52 D. Wallen | Pabellón: Casa del Deporte Árbitros: A. Hermosilla I. Alarcón M. Vásquez |  |  |
| Colegio Los Leones gana la serie, 2-0 |                                                                   |                                       |                                                                 |                                                                          |  |  |
|                                       |                                                                   |                                       |                                                                 |                                                                          |  |  |

#### 1BEscuela Alemana Paillaco vs2ASportiva Italiana
| 4 de diciembre de 2024 Partido 1       | Escuela Alemana Paillaco                                        | 67–73 (Series: 0-1)                   | Sportiva Italiana                                         | Paillaco                                                                 |  |  |
| 20:00                                  | Parciales: 13-17, 23-14, 20-23, 11-19                           | Parciales: 13-17, 23-14, 20-23, 11-19 | Parciales: 13-17, 23-14, 20-23, 11-19                     |                                                                          |  |  |
|                                        | Estadísticas F. Ovalle 23 F. Ovalle 11 F. Ovalle 3 F. Ovalle 28 | Reporte Pts Reb Asts Val              | Estadísticas M. Ríos 27 J. Cortés 18 M. Ríos 9 M. Ríos 29 | Pabellón: Municipal de Paillaco Árbitros: K. Marchant I. Pozo A. Esparza |  |  |
| Sportiva Italiana lidera la serie, 1-0 |                                                                 |                                       |                                                           |                                                                          |  |  |
|                                        |                                                                 |                                       |                                                           |                                                                          |  |  |

| 6 de diciembre de 2024 Partido 2     | Sportiva Italiana                                               | 78–74 (Series: 2-0)                                | Escuela Alemana Paillaco                                       | Valparaíso                                                    |  |  |
| 17:00                                | Parciales: 22-16, 14-20, 14-16, 15-13 (T.E.: 13-9)              | Parciales: 22-16, 14-20, 14-16, 15-13 (T.E.: 13-9) | Parciales: 22-16, 14-20, 14-16, 15-13 (T.E.: 13-9)             |                                                               |  |  |
|                                      | Estadísticas M. Ríos 26 D. Harrison 20 M. Ríos 9 D. Harrison 19 | Reporte Pts Reb Asts Val                           | Estadísticas 25 F. Ovalle 17 K. Gavin 3 L. Rahmer 20 F. Ovalle | Pabellón: Fortín Prat Árbitros: I. Cáceres J. Cuevas M. Leiva |  |  |
| Sportiva Italiana gana la serie, 2-0 |                                                                 |                                                    |                                                                |                                                               |  |  |
|                                      |                                                                 |                                                    |                                                                |                                                               |  |  |

### Final

#### 1AColegio Los Leonesvs2ASportiva Italiana
| 12 de diciembre de 2024 Partido 1      | Colegio Los Leones                                                | 73–75 (Series: 0-1)                   | Sportiva Italiana                                                   | Quilpué                                                                                          |  |  |
| 20:00                                  | Parciales: 16-16, 31-20, 11-22, 15-17                             | Parciales: 16-16, 31-20, 11-22, 15-17 | Parciales: 16-16, 31-20, 11-22, 15-17                               |                                                                                                  |  |  |
|                                        | Estadísticas N. Bogicevic 20 D. Wallen 8 J. Campos 8 D. Wallen 26 | Reporte Pts Reb Asts Val              | Estadísticas 24 D. Harrison 14 D. Harrison 9 M. Ríos 27 D. Harrison | Pabellón: Colegio Los Leones Árbitros: J. Cuevas S. Romero A. Garrido Televisión: chilebasket.cl |  |  |
| Sportiva Italiana lidera la serie, 1-0 |                                                                   |                                       |                                                                     |                                                                                                  |  |  |
|                                        |                                                                   |                                       |                                                                     |                                                                                                  |  |  |

| 14 de diciembre de 2024 Partido 2    | Sportiva Italiana                                                 | 72–61 (Series: 2-0)                   | Colegio Los Leones                                 | Valparaíso                                                                                  |  |  |
| 20:00                                | Parciales: 24-18, 10-12, 15-17, 23-14                             | Parciales: 24-18, 10-12, 15-17, 23-14 | Parciales: 24-18, 10-12, 15-17, 23-14              |                                                                                             |  |  |
|                                      | Estadísticas D. Harrison 25 J. Cortés 14 M. Ríos 9 D. Harrison 30 | Reporte Pts Reb Asts Val              | Estadísticas 19 D. Wallen 6 J. Campos 29 D. Wallen | Pabellón: Fortín Prat Árbitros: R. Aguilar G. Arenas S. Gallegos Televisión: chilebasket.cl |  |  |
| Sportiva Italiana gana la serie, 2-0 |                                                                   |                                       |                                                    |                                                                                             |  |  |
|                                      |                                                                   |                                       |                                                    |                                                                                             |  |  |

## Campeón
|                   |
| Sportiva Italiana |
|                   |
| 7.mo título       |